# فرودگاه آلرت بی
فرودگاه آلرت بی (به انگلیسی: Alert Bay Airport) یک فرودگاه همگانی با کد یاتا YAL است که یک باند فرود آسفالت دارد و طول باند آن ۸۸۴ متر است. این فرودگاه در کشور کانادا قرار دارد و در ارتفاع ۷۳ متری از سطح دریا واقع شده‌است.